# أليخاندرو غاندارا
أليخاندرو غاندارا (بالإسبانية: Alejandro Gándara)‏ هو ناقد أدبي وصحفي وكاتب إسباني، ولد في 1957 في سانتاندير في إسبانيا.